# Pharyngodictyon
Pharyngodictyon is een geslacht uit de familie Ritterellidae en de orde Aplousobranchia uit de klasse der zakpijpen (Ascidiacea).

## Soorten
- Pharyngodictyon bisinus Monniot C. & Monniot F., 1991
- Pharyngodictyon cauliformis Monniot C. & Monniot F., 1991
- Pharyngodictyon elongatum Millar, 1982
- Pharyngodictyon magnifili Monniot C. & Monniot F., 1991
- Pharyngodictyon mirabile Herdman, 1886
- Pharyngodictyon reductum Sluiter, 1906